# Halina Kanasz
Halina Kanasz (30 de enero de 1953) es una deportista polaca que compitió en luge en la modalidad individual. Ganó dos medallas en el Campeonato Europeo de Luge, plata en 1974 y bronce en 1975.

## Palmarés internacional
| Campeonato Europeo | Campeonato Europeo | Campeonato Europeo | Campeonato Europeo |
| Año                | Lugar              | Medalla            | Prueba             |
| ------------------ | ------------------ | ------------------ | ------------------ |
| 1974               | Imst (Austria)     | Medalla de plata   | Individual         |
| 1975               | Valdaora (Italia)  | Medalla de bronce  | Individual         |